# Saison 2009-2010 du Toulouse Football Club
Maillots
Chronologie
Saison précédente Saison suivante
En 2009-2010, pour la septième saison consécutive, le Toulouse Football Club évolue en Ligue 1. Il participe également à la coupe de France,à la Coupe de la Ligue et à la Ligue Europa.
Le Toulouse FC a, en effet, terminé la saison 2008-2009 à la 4e place et peut donc participer à cette compétition qui remplace la Coupe UEFA.

## Équipe

### Effectif professionnel
| N°                 | Nom                      | Poste                         | Naissance                               | Nationalité  | Sélections       |
| Gardiens           |                          |                               |                                         |              |                  |
| ?                  | Ali Ahamada              | Gardien de but                | 14 juillet 1990 à Martigues             | Comores      |                  |
| 1                  | Mathieu Valverde         | Gardien de but                | 14 mai 1983 à Montreuil                 | France       |                  |
| 16                 | Olivier Blondel          | Gardien de but                | 9 juillet 1979 à Mont-Saint-Aignan      | France       |                  |
| 30                 | Yohann Pelé              | Gardien de but                | 4 novembre 1982 en Brou-sur-Chantereine | France       | France Espoirs   |
| 33                 | Marc Vidal               | Gardien de but                | 3 juin 1991 à Saint-Affrique            | France       |                  |
| 40                 | Anthony Loustallot       | Gardien de but                | 30 mars 1992 à Albi                     | France       |                  |
| Défenseurs         |                          |                               |                                         |              |                  |
| ?                  | Florian Aigouy           | Défenseur                     | 15 août 1990 à Toulouse                 | France       |                  |
| ?                  | Mickaël Firmin           | Défenseur                     | 21 septembre 1990 à Rodez               | France       |                  |
| 2                  | Mohamed Fofana           | Arrière droit ou déf. central | 7 mars 1985 à Gonesse                   | France       |                  |
| 3                  | Daniel Congré            | Défenseur central ou latéral  | 5 avril 1985 à Toulouse                 | France       | France Espoirs   |
| 4                  | Mauro Cetto              | Défenseur central             | 14 avril 1982 à Rosario                 | Argentine    |                  |
| 12                 | Cheikh M'Bengue          | Arrière gauche                | 23 juillet 1988 à Toulouse              | France       | France Espoirs   |
| 13                 | Dany Nounkeu             | Défenseur central             | 11 avril 1986 à Yaoundé                 | Cameroun     | Cameroun A       |
| 17                 | Jean-Joël Perrier-Doumbé | Défenseur central ou latéral  | 27 septembre 1978 à Paris               | Cameroun     | Cameroun A       |
| 23                 | Albin Ebondo             | Arrière droit                 | 23 février 1984 à Marseille             | France       | France Espoirs   |
| Milieux de terrain |                          |                               |                                         |              |                  |
| 5                  | Paulo Machado            | Milieu défensif               | 31 mars 1986 à Porto                    | Portugal     | Portugal Espoirs |
| 7                  | Fodé Mansaré             | Milieu offensif gauche        | 3 septembre 1981 à Conakry              | Guinée       | Guinée A         |
| 6                  | Antoine Devaux           | Milieu                        | 1er mai 1986 à Dieppe                   | France       |                  |
| 8                  | Étienne Didot            | Milieu défensif               | 24 juillet 1983 à Paimpol               | France       |                  |
| 9                  | Colin Kazim-Richards     | Milieu offensif               | 26 août 1986 à Leytonstone, Londres     | Turquie      |                  |
| 11                 | Luan Michel de Louzã     | Milieu offensif gauche        | 21 septembre 1988                       | Brésil       |                  |
| 14                 | Pantxi Sirieix           | Milieu défensif               | 7 octobre 1980 à Bordeaux               | France       | Pays Basque      |
| 20                 | Mathieu Berson           | Milieu défensif               | 23 février 1980 à Vannes                | France       | France Espoirs   |
| 22                 | Moussa Sissoko           | Milieu défensif               | 16 août 1989 à Le Blanc-Mesnil          | France       | France A         |
| 24                 | Oumar N'Diaye            | Milieu offensif               | 9 décembre 1988 à Nouakchott            | Mauritanie   |                  |
| 25                 | Daniel Braaten           | Milieu offensif               | 25 mai 1982 à Oslo                      | Norvège      | Norvège A        |
| 27                 | Franck Tabanou           | Milieu offensif               | 30 janvier 1989 à Thiais                | France       | France Espoirs   |
| 29                 | Étienne Capoue           | Milieu défensif               | 11 juillet 1988 à Niort                 | France       | France Espoirs   |
| 35                 | Adrien Regattin          | Milieu offensif               | 2 août 1991 à Sète                      | France       |                  |
| Attaquants         |                          |                               |                                         |              |                  |
| ?                  | Alexandre N'Gadi         | Ailier droit                  | 28 novembre 1990 à L'Union              | France       |                  |
| 10                 | André-Pierre Gignac      | Avant-centre                  | 5 décembre 1985 à Martigues             | France       | France A         |
| 19                 | Xavier Pentecôte         | Avant-centre                  | 13 août 1986 à Saint Dié                | France       | France Espoirs   |
| 28                 | Ahmed Soukouna           | Attaquant                     | 13 janvier 1990 à Paris                 | France/ Mali |                  |

### Transferts

#### Été 2009
| Nom                        | Nationalité                      | Transfert                                     | Provenance/Destination | Division       |
| Arrivées                   |                                  |                                               |                        |                |
| Transferts définitifs      |                                  |                                               |                        |                |
| Antoine Devaux             | France                           | Fin de contrat / Contrat de 3 ans             | US Boulogne sur Mer    | Ligue 2        |
| Luan                       | Brésil                           | Achat / est. 2,5M€ , contrat de 4 ans         | São Caetano            | Camp. Paulista |
| Paulo Machado              | Portugal                         | Transfert / Contrat de 4 ans                  | FC Porto               | Ligue Sagres   |
| Dany Nounkeu               | Cameroun                         | Fin de contrat / ...                          | Pau FC                 | National (D3)  |
| Yohann Pelé                | France                           | Fin de contrat / Contrat de 4 ans             | Le Mans UC 72          | Ligue 1        |
| Retours de prêt            |                                  |                                               |                        |                |
| Kévin Dupuis               | France                           | Expiration de durée de prêt                   | Rodez AF               | National       |
| Pavel Fořt                 | République tchèque               | Expiration de durée de prêt                   | Slavia Prague          | Gambrinus liga |
| Hérita Ilunga              | République démocratique du Congo | Expiration de durée de prêt                   | West Ham               | Premier League |
| Départs                    |                                  |                                               |                        |                |
| Transferts définitifs      |                                  |                                               |                        |                |
| Bryan Bergougnoux          | France                           | Fin de contrat / Contrat de 3 ans             | US Lecce               | Série B (D2)   |
| Alexandre Bonnet           | France                           | Achat / ...                                   | Havre AC               | Ligue 2        |
| Cédric Carrasso            | France                           | Achat / est. 7 M€                             | Girondins de Bordeaux  | Ligue 1        |
| Paulo César Arruda Parente | Brésil                           | Contrat d'un an et demi                       | Fluminense             | Brasileirão    |
| Pavel Fořt                 | Tchéquie                         |                                               | Arminia Bielefeld      | 2. Bundesliga  |
| Hérita Ilunga              | République démocratique du Congo | Utilisation de l'option d'achat (est. 3,5 M€) | West Ham               | Premier League |
| Jérémy Mathieu             | France                           | Fin de contrat / Contrat de 3 ans             | Valence CF             | Liga BBVA      |
| Sébastien Hamel            | France                           | Contrat résilié                               |                        |                |
| Prêts                      |                                  |                                               |                        |                |
| Søren Larsen               | Danemark                         | Prêt 1 an avec option d'achat                 | MSV Duisbourg          | 2. Bundesliga  |

#### Joker
| Nom                      | Nationalité | Transfert    | Provenance/Destination                              | Division    |
| Arrivées                 |             |              |                                                     |             |
| Transfert définitif      |             |              |                                                     |             |
| Jean-Joël Perrier-Doumbé | Cameroun    | Sans contrat | dernier club : Celtic FC                            | Scottish PL |
| Mathieu Valverde         | France      | ?            | dernier club : Union sportive Boulogne Côte d'Opale | Ligue 1     |

### Staff technique
Le staff technique devrait rester inchangé par rapport à l'année précédente.
| Entraîneur              | : Alain Casanova    | France |
| Entraîneur adjoint      | : Thierry Uvenard   | France |
| Entraîneur des gardiens | : Christophe Gardié | France |
| Préparateur physique    | : Denis Valour      | France |

## Déroulement de la saison
Légende des couleurs utilisées dans les fiches de match :
- Championnat
- Coupe de France
- Coupe de la Ligue
- Ligue Europa
- Matchs amicaux

### Juillet 2009
Le stage de pré-saison se déroulera comme à l'accoutumée à Luchon. Comme l'an dernier, les Violets seront opposés au Rodez AF, aux Girondins de Bordeaux et à l'Olympique de Marseille. Ils rencontreront également l'US Luzenac, promue en National, le Montpellier HSC promu en Ligue 1 et La Corogne.